# Haltepunkt Milano Romolo

Der Haltepunkt Milano Romolo ist ein Haltepunkt, der auf der Südlichen Gürtelbahn innerhalb des Stadtgebiets von Mailand liegt.
Es besteht eine Umsteigemöglichkeit zum gleichnamigen Bahnhof der Linie M2 der U-Bahn.

## Geschichte
Schon beim Bau der U-Bahn entschied man, einen Haltepunkt an der Südlichen Gürtelbahn (damals nur vom Güterverkehr befahren) zu bauen; das gesamte Gebiet sollte als Verkehrsknotenpunkt für den südöstlichen Ballungsraum dienen.
Der Haltepunkt wurde zwei Jahre nach der Inbetriebnahme der S-Bahn Mailand am 19. Juni 2006 eröffnet.

## Lage
Der Haltepunkt umfasst zwei Gleise mit Seitenbahnsteigen, die durch eine Unterführung miteinander verbunden sind.

## Verkehr
Der Haltepunkt wird von den Vorortzügen der Linie S9 der S-Bahn Mailand bedient. Die Züge fahren mit 30-Minuten-Takt.
| Linie | Verlauf |
| ----- | --- |
|       | Saronno – Saronno Sud – Ceriano Laghetto-Solaro – Ceriano Laghetto Groane – Cesano Maderno – Seveso-Baruccana – Seregno – Desio – Lissone-Muggiò – Monza – Sesto San Giovanni – Milano Greco Pirelli – Milano Lambrate – Milano Forlanini – Milano Porta Romana – Milano Tibaldi – Milano Romolo – Milano San Cristoforo – Corsico – Cesano Boscone – Trezzano sul Naviglio – Gaggiano – Albairate-Vermezzo |